# 1920 w polityce

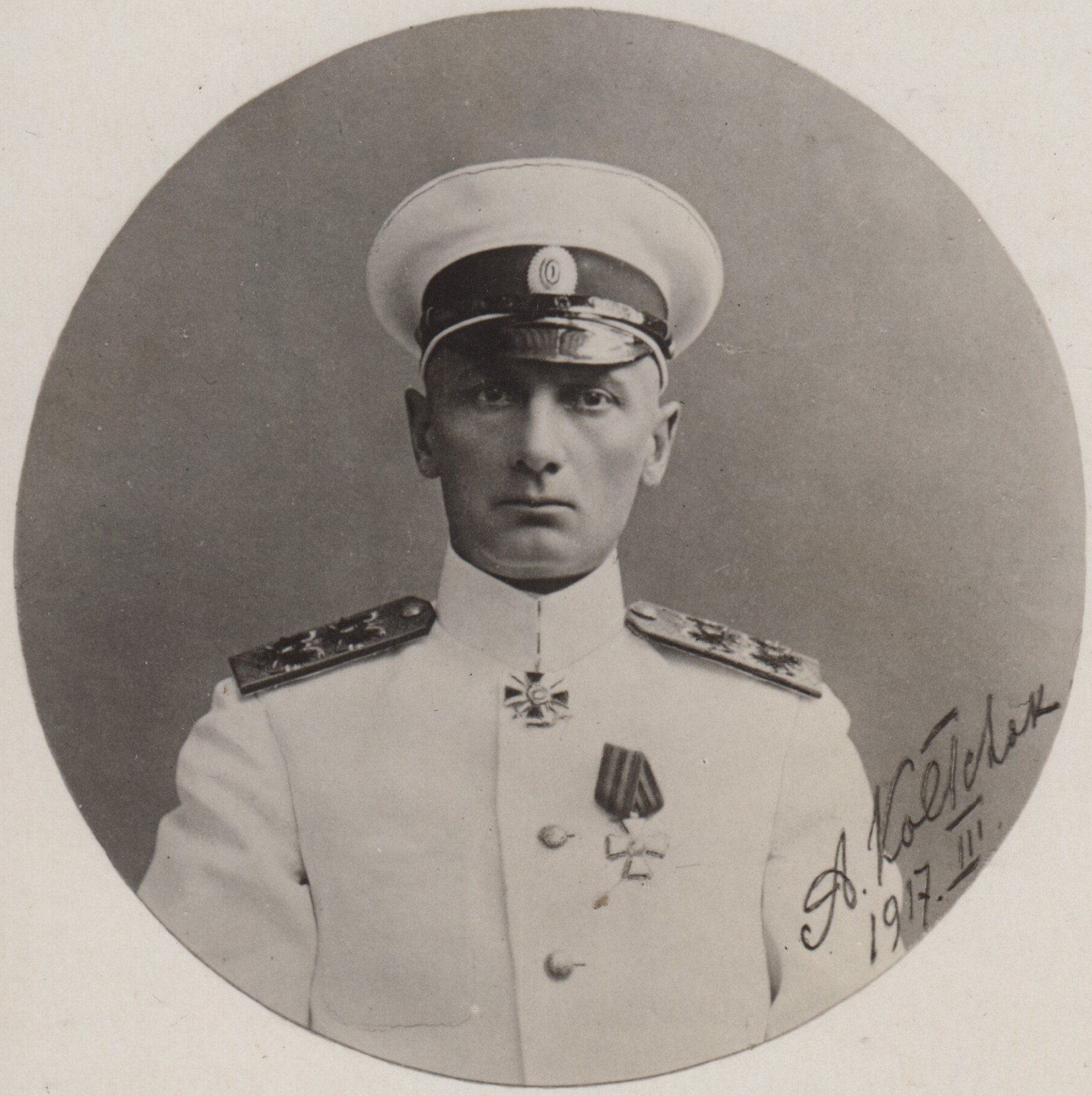
Aleksandr Kołczak

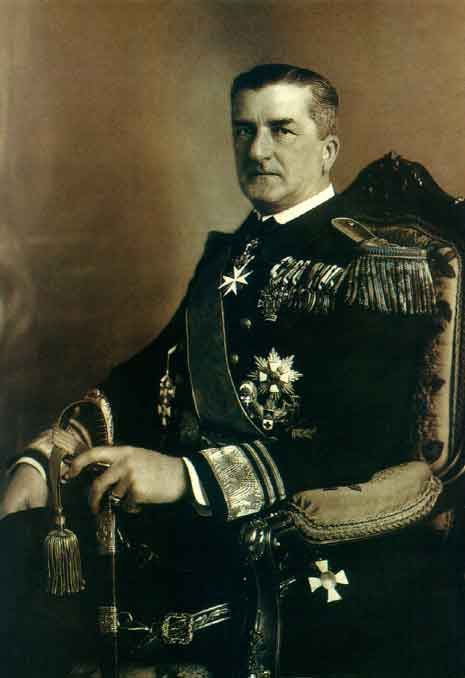
Miklós Horthy

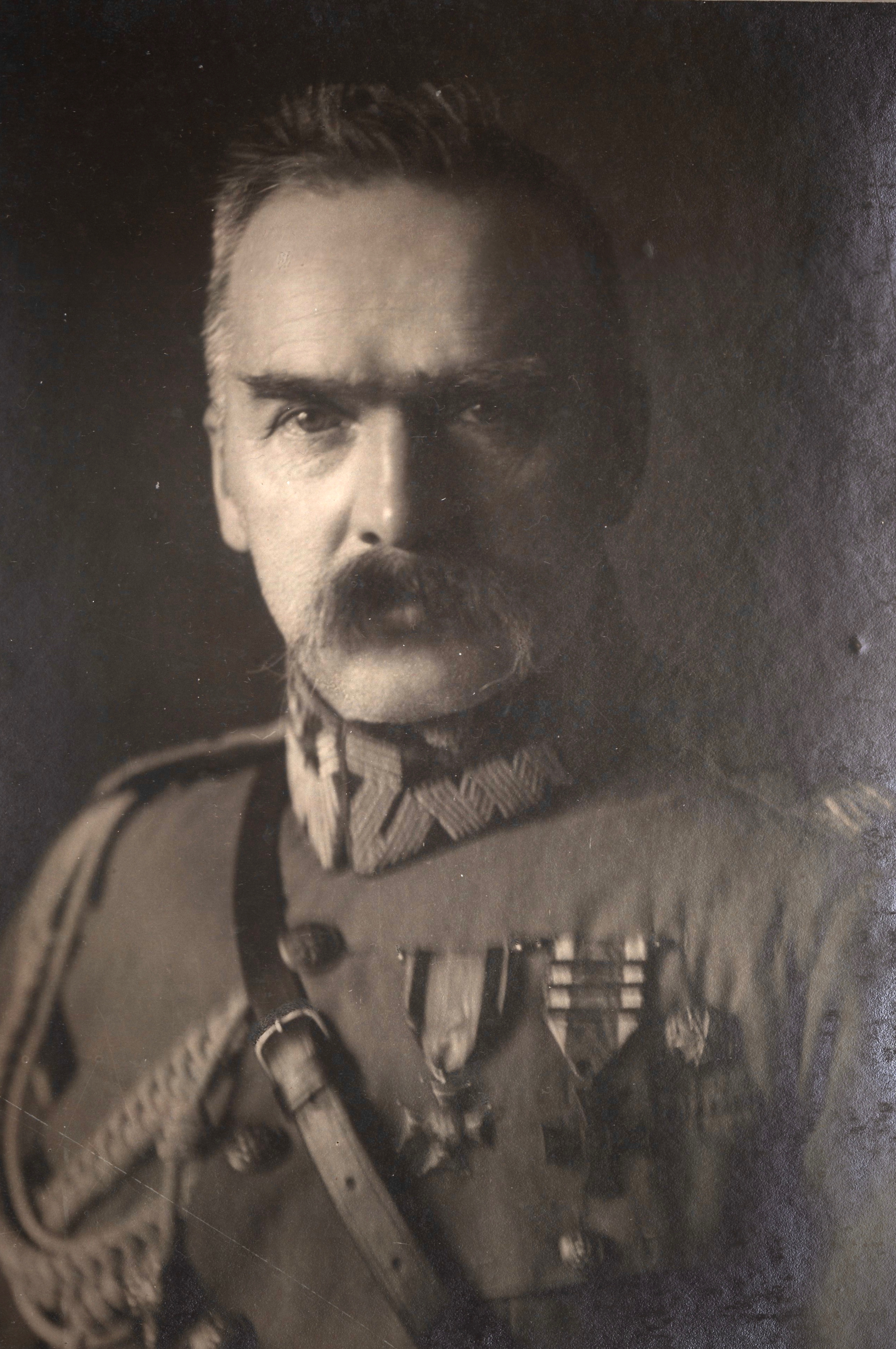
Józef Piłsudski

Wydarzenia polityczne w 1920 roku.

## Styczeń
- 16 stycznia – o północy weszła w życie 18. poprawka do konstytucji Stanów Zjednoczonych, która wprowadziła prohibicję[1].
- 17 stycznia – Paul Deschanel został nowym prezydentem Francji[1].
- 19 stycznia – premier Francji Georges Clemenceau podał się do dymisji. Urząd po nim objął Alexandre Millerand[1].

## Luty
- 7 lutego – zginął rosyjski admirał Aleksandr Kołczak[2].

## Marzec
- 1 marca – admirał Miklós Horthy został regentem Węgier[3].
- 19 marca:
  - Józef Piłsudski przyjął tytuł marszałka Polski[4].
  - proklamowano Królestwo Wielkiej Syrii obejmujące dzisiejszą Syrię, Jordanię, Palestynę i Liban[1].
- 27 marca – Hermann Müller został kanclerzem Niemiec[5].

## Kwiecień
- 21 kwietnia – rząd polski i ataman kozacki Symon Petlura zawarli układ, na mocy którego Polska uznała niezawisłość prawobrzeżnej Ukrainy. Układowi towarzyszyła tajna klauzula wojskowa o współdziałaniu obu armii przeciwko Armii Czerwonej[1].
- 25 kwietnia–7 maja – wojska polskie i ukraińskie odnoszą serię zwycięstw nad armią radziecką; zajęcie Kijowa[6].

## Maj
- 3 maja – Mustafa Kemal Atatürk został pierwszym premierem Republiki Tureckiej[7].
- 18 maja – w Wadowicach urodził się Karol Wojtyła, arcybiskup krakowski, kardynał, od 1978 papież Jan Paweł II[8].

## Czerwiec
- 4 czerwca – w Wersalu państwa alianckie i Węgry podpisały traktat pokojowy. Traktat stanowił zakończenie procesu likwidacji Austro-Węgier[1].
- 23 czerwca – Naczelnik Państwa powierzył Władysławowi Grabskiemu misję utworzenia nowego rządu[1].

## Lipiec
- 10 lipca – zmarł John Arbuthnot Fisher, brytyjski admirał[9].
- 11 lipca – odbył się plebiscyt na Warmii, Mazurach i Powiślu[6].
- 24 lipca – premier Polski Władysław Grabski podał się do dymisji. Jego urząd objął Wincenty Witos[1].

## Sierpień
- 1 sierpnia – wojna polsko-bolszewicka: dekret Galrewkomu o ustanowieniu władzy radzieckiej w Galicji Wschodniej i utworzeniu Galicyjskiej Armii Czerwonej[10].
- 10 sierpnia – w Sèvres podpisano traktat pokojowy pomiędzy aliantami a Turcją[1].
- 13–25 sierpnia – Bitwa Warszawska[11].
- 16 sierpnia – wojska polskie rozpoczęły kontrofensywę znad Wieprza[6].
- 19/20 sierpnia – na Górnym Śląsku Polski Komisariat Plebiscytowy z Wojciechem Korfantym i Polska Organizacja Wojskowa Górnego Śląska podjęły decyzję o rozpoczęciu II powstania śląskiego[1].
- 28 sierpnia – zakończyło się II powstanie śląskie[6].
- 31 sierpnia – polska kawaleria pokonała 1. Armię Konną Siemiona Budionnego pod Komarowem[1].

## Wrzesień
- 23 września – dotychczasowy premier Francji Alexandre Millerand został wybrany na prezydenta[1].

## Październik
- 18 października – na froncie polsko-radzieckim oficjalnie wstrzymano wszelkie działania wojenne[1].
- 25 października – zmarł Aleksander, król Grecji[12].

## Listopad
- 2 listopada – prezydentem Stanów Zjednoczonych został Warren Harding[1].

## Grudzień
- 9 grudnia – urodził się Carlo Azeglio Ciampi, prezydent Włoch[13].
- 10 grudnia – Pokojową Nagrodę Nobla otrzymał Léon Bourgeois[1].
- 13 grudnia – urodził się George P. Shultz, amerykański polityk[14].
- 26 grudnia – zmarł Carl Legien, niemiecki działacz związkowy i polityk[15].